# جون هينريتش
جون هينريتش (بالإنجليزية: John Heinrich)‏ هو سياسي أمريكي، ولد في 1970. حزبياً، نشط في الحزب الجمهوري لمينيسوتا ‏ والحزب الجمهوري. وقد انتخب عضو مجلس نواب مينيسوتا (8 يناير 2019 – ).